# Caio Vinícius da Conceição
Caio Vinícius da Conceição, noto semplicemente come Caio (Itaquaquecetuba, 11 gennaio 1999), è un calciatore brasiliano, centrocampista del Remo.

## Caratteristiche tecniche
È un centrocampista difensivo.

## Carriera
Cresciuto nel settore giovanile del Fluminense, ha esordito in prima squadra il 17 gennaio 2018 disputando l'incontro del Campionato Carioca perso 3-1 contro il Boavista-RJ.

## Statistiche
Statistiche aggiornate al 23 agosto 2020.

### Presenze e reti nei club
| Stagione        | Squadra         | Campionato      | Campionato | Campionato | Coppe nazionali | Coppe nazionali | Coppe nazionali | Coppe continentali | Coppe continentali | Coppe continentali | Altre coppe | Altre coppe | Altre coppe | Totale | Totale | Totale |
| Stagione        | Squadra         | Comp            | Pres       | Reti       | Comp            | Pres            | Reti            | Comp               | Pres               | Reti               | Comp        | Pres        | Reti        | Pres   | Reti   |        |
| --------------- | --------------- | --------------- | ---------- | ---------- | --------------- | --------------- | --------------- | ------------------ | ------------------ | ------------------ | ----------- | ----------- | ----------- | ------ | ------ | ------ |
| 2018            | Fluminense      | A/RJ+A          | 3+0        | 1          | CB              | 1               | 0               | CS                 | 1                  | 0                  |             | -           | -           | 5      | 1      |        |
| 2019            | Fluminense      | A/RJ+A          | 0+1        | 0          | CB              | 0               | 0               | CS                 | 2                  | 0                  |             | -           | -           | 3      | 0      |        |
| 2020            | Atl. Goianiense | PD/GO           | 7          | 0          | CB              | 1               | 0               |                    | -                  | -                  |             | -           | -           | 8      | 0      |        |
| 2020            | Fluminense      | A               | 2          | 0          | CB              | 0               | 0               |                    | -                  | -                  |             | -           | -           | 2      | 0      |        |
| 2020            | Oeste           | B               | 25         | 1          | CB              | 0               | 0               |                    | -                  | -                  |             | -           | -           | 25     | 1      |        |
| 2021            | Fluminense      | A/RJ            | 2          | 0          | CB              | 0               | 0               |                    | -                  | -                  |             | -           | -           | 2      | 0      |        |
| 2021            | Goiás           | B               | 33         | 2          | CB              | 0               | 0               |                    | -                  | -                  |             | -           | -           | 33     | 2      |        |
| 2022            | Goiás           | PD/GO+A         | 10+27      | 3+0        | CB              | 4               | 0               |                    | -                  | -                  |             | -           | -           | 41     | 3      |        |
| Totale carriera | Totale carriera | Totale carriera | 110        | 7          |                 | 6               | 0               |                    | 3                  | 0                  |             | -           | -           | 119    | 7      |        |

## Palmarès
- Campionato Baiano: 1

Vitória: 2024